# 2024년 하계 올림픽 중앙아프리카 공화국 선수단
중앙아프리카공화국은 2024년 7월 26일부터 8월 11일까지 프랑스 파리에서 열리는 2024 하계 올림픽에 출전했다. 1968년 중앙아프리카공화국이 데뷔한 이후 중앙아프리카 선수단은 NOC가 1972년 뮌헨 하계 올림픽에 선수를 등록하지 못한 1972년을 제외하고는 모든 하계 올림픽에 등장했으며, 각각 1976년과 1980년에 아프리카와 미국이 주도한 보이콧에 참여했다.

## 출전 선수
| 종목 | 남자 | 여자 | 전체 |
| ---- | ---- | ---- | ---- |
| 육상 | 1    | 0    | 1    |
| 유도 | 0    | 1    | 1    |
| 수영 | 1    | 1    | 2    |
| 전체 | 2    | 2    | 4    |

## 매달 집계
| 종목 | 1 | 2 | 3 | 합계 |
| 종목 | ' | ' | ' | '    |
| 종목 | ' | ' | ' | '    |
| 종목 | ' | ' | ' | '    |
| 합계 | ' | ' | ' | '    |

## 같이 보기
- 2024년 하계 올림픽